# Véreskü
A Véreskü Richelle Mead amerikai írónő negyedik könyve a Vámpírakadémia-sorozatból. Először az amerikai Razorbill kiadó adta ki 2009-ben, magyar nyelven 2010. november 4-én jelent meg.

## Történet
Rose, a montanai Szent Vlagyimir Akadémia dampyr testőrtanonca az érettségi előtt nemcsak a biztonságos akadémia, de az Egyesült Államok területét is elhagyja, hogy felkutassa strigává változtatott szerelmét, Dmitrijt. Az Oroszországba, Szibéria déli részére tévedt Rose-t szerelmén kívül ígérete hajtja: nem hagyhatja életben az élőhalottá, kegyetlenné vált kedvesét. Meg kell ölnie őt.
Oroszországban azonban minden más, mint az óceán másik oldalán. Rose nemcsak strigákba botlik, de találkozik a morák ember-szövetségeseivel is, az Alkimistákkal, megismerkedik Dmitrij családjával, összefut egy lélekmágus–árnyék csókolta kötelék-párossal, ráadásul állandóan a nyakán lóg egy vélhetően illegális kereskedelmet folytató, láthatóan kivételes hatalommal bíró üzletember is, Abe Mazur.

## Hazai fogadtatás
A rajongók és a blogszféra A halál csókja után ezt a könyvet is nagy lelkesedéssel fogadta, bár a monumentálisabb részek visszafogottsága miatt pár helyen megemlítették, hogy Mead érezhetően a következő részre tartogat nagy meglepetéseket.

## Magyarul
- Véreskü. Vámpírakadémia IV. (Blood Promise); ford. Farkas Veronika; Agave Könyvek, Bp., 2010 ISBN 978-963-9868-99-1